# فضيحة التلاعب بنتائج مباريات كرة القدم الصينية 1999
فضيحة التلاعب بنتائج مباريات كرة القدم الصينية 1999 يشير إلى مباراة بين تشونغتشينغ ليانغجيانغ وشنيانغ هايشي خلال الجولة الأخيرة من دوري الدرجة الممتازة الصيني 1999 الذي أقيم في 15 ديسمبر 1999. وفاز بالمباراة شنيانغ هايشي بنتيجة 2– 1 تحت اتهامات التلاعب في نتائج المباريات الثقيلة من مشجعي تشونغتشينغ. تم التحقيق مع كلا الفريقين وفرضت عليه غرامة من قبل الاتحاد الصيني لكرة القدم في عام 2000 بسبب اللعب السلبي حيث لم يتم العثور على دليل على الرشوة. في فيلم وثائقي عن اللعبة تم بثه بواسطة برنامج ليلة كرة القدم على قناة تلفزيون الصين المركزي 5 الرياضية تم اقتراح أن الحكم لو جون لعب دور رئيسي في ضمان نتائج الجولة النهائية.

## الخلفية
كان من المقرر هبوط آخر فريقين في جدول الترتيب. كان ووهان هونغتاو ضمن بالفعل الهبوط قبل الجولة الأخيرة من الموسم. كانت هناك 5 فرق تحاول تفادي مصير مماثل في الجولة الأخيرة بما في ذلك شنتشن بينجان وداليان واندا برصيد 28 نقطة وتشينغداو هاينو وقوانغتشو سونجري برصيد 27 نقطة وكذلك شنيانغ هايشي برصيد 25 نقطة. كان كسر التعادل هو نتيجة المواجهات المباشرة بين الفرق لذلك إذا تساوىت الفرق برصيد 28 نقطة فسيحتل كل من تشينغداو وشينزين المركز الأخير.
مع سلسلة انتصارات متتالية في مباراتين كان من المتوقع أن يفوز تشينغداو هاينو على جيلين أودونغ ولم يكن لدى الفريق هدف مهم للقتال من أجله. كان من المتوقع أن يتعادل قوانغتشو على الأقل مع تيانجين تايدا. كان شنيانغ على الجرف حيث كان متأخر بفارق نقطتين خلف الآخرين وكان الخصم تشونغتشينغ لونغشين يقاتل من أجل المركز الثاني.

## المباراة
لتقليل الحافز على التلاعب بنتائج المباريات بناء على النتائج في الملاعب الأخرى كان من المقرر أن تبدأ جميع المباريات في نفس الوقت. مع هدف الشوط الأول من قبل مارك وليامز مهاجم تشونغتشينغ بدا أن هبوط شنيانغ هايشي أمر لا مفر منه حيث لم تظهر لوحة النتائج مدى سيطرة تشونغتشينغ على الكرة.
ومع ذلك تأخرت بداية الشوط الثاني من المباراة بست دقائق. بحلول ذلك الوقت لعب تشونغتشينغ بشكل سلبي في الشوط الثاني مما أثار اتهامات بالتلاعب في نتائج المباريات من الجماهير. عادل شنيانغ المباراة في الدقيقة 71 وقلب الطاولة بهدف في الدقيقة الأخيرة بعد 10 دقائق من انتهاء المباريات الأخرى.

## فيما بعد
وفقا لترتيب لو جون خسر قوانغتشو سونجري أمام تيانجين تايدا وهبط. استجوب الاتحاد الصيني لكرة القدم المدربين واللاعبين والموظفين من كل من تشونغتشينغ لونغشين وشنيانغ هايشي لكنه لم يجد أي دليل على وجود خطأ. ومع ذلك فقد فرضت غرامة على كلا الفريقين بسبب اللعب السلبي. ردا على ذلك قام الاتحاد الصيني لكرة القدم بتغيير قواعد السلوك الخاصة به ليشمل خصم النقاط كعقوبة للعب السلبي.
قام تشانغ جيانتشيانغ مدير لجنة حكام في الاتحاد الصيني لكرة القدم الذي تلقى رشوة من رئيس نادي شنيانغ هايشي بتعيين لو جون ليكون الحكم الرابع في اللعبة والذي تفاوض للتو على خطة لخسارة قوانغتشو سونجري أمام تيانجين تايدا. سمح لو بتأجيل المباراة رغم قواعد الدوري. أدين كل من تشانغ ولو من قبل محكمة الشعب المتوسطة لأدوارهما في التلاعب بنتيجة المباراة من بين تهم أخرى وتم منعهما من ممارسة كرة القدم مدى الحياة في البداية من قبل الاتحاد الصيني لكرة القدم ثم من قبل الاتحاد الدولي لكرة القدم.